# 17 de maig
El 17 de maig és el cent trenta-setè dia de l'any del calendari gregorià i el cent trenta-vuitè en els anys de traspàs. Queden 228 dies per a finalitzar l'any.

## Esdeveniments
Països Catalans
- 1256, Alcoi, l'Alcoià: data fundacional d'Alcoi.
- 1705, Vic, Osona: els vigatans es reuneixen a l'ermita de Sant Sebastià, a la parròquia de Santa Eulàlia de Riuprimer, amb representants dels aliats per preparar el pacte de Gènova (o pacte dels Vigatans), contra Felip V d'Espanya.
- 1782, Salbai, Gwalior, Índia: els britànics i els marathes signen el Tractat de Salbai que posa fi a la primera Guerra Maratha amb el que els britànics van guanyar territoris a l'Índia.
- 1926, Manresa: Es publica el darrer número del setmanari esportiu bagenc A ple aire.[1]
- 1937, València: Frederica Montseny dimiteix del càrrec de Ministre de Sanitat de la Segona República Espanyola després dels Fets de Maig.
- 1974, Badalona, Barcelonès: incendi de la fàbrica Haissa, on moriren sis treballadors.
- 2006, París, França: El Futbol Club Barcelona guanya la Lliga de Campions 2005-2006, segon títol, en abatre l'Arsenal Football Club de Londres per 2-1 amb gols de Eto'o i Belletti.

Resta del món
- 1814, Montevideo, Uruguai: les forces independentistes vencen el combat naval del Buceo al port homònim de l'actual capital de l'Uruguai durant la Guerra de la Independència Argentina.
- 1837, Irun, Baix Bidasoa, País Vasc: els liberals ocupen la ciutat al final de la batalla d'Irun durant la primera guerra carlina.
- 1940, Estats Units d'Amèrica: es produeix la primera aparició de Green Lantern, al número 16 d'All-American Comics.

## Naixements
Països Catalans
- 1670 - Barcelona: Josep de Taverner i d'Ardena, erudit i religiós que fou bisbe de Solsona - electe - i de Girona.
- 1845 - Folgueroles, Osona: Jacint Verdaguer, prevere i preeminent poeta català de la Renaixença.[2]
- 1860 - Tortosa, Baix Ebre: Agustí Querol i Subirats, escultor català (m. 1909).[3]
- 1873- la Vall d'Uixó, la Plana Baixa: Estanislao Marco, compositor i guitarrista valencià, m. 1954).
- 1886 - Madrid (Espanya): Alfons XIII d'Espanya, rei d'Espanya (1902-1931) i cap de la casa reial espanyola (1931-1941) (m. 1941).[4]
- 1927
  - Sabadell, Vallès Occidental: Lluïsa Forrellad i Miquel, escriptora catalana.[5]
  - Sabadell, Vallès Occidental: Francesca Forrellad i Miquel, escriptora catalana.[6]
- 1952 - Cambrils, Baix Camp: Josep-Lluís Carod-Rovira, polític català.[7]
- 1957 - Alacant: José Joaquín Ripoll Serrano, polític valencià.
- 1965 - Algemesíː Immaculada Cerdà Sanchis, filòloga i docent, acadèmica de l'Acadèmia Valenciana de la Llengua.[8]
- 1972:
  - Llucmajor: Antoni Vadell i Ferrer, bisbe mallorquí (m. 2022).
  - Barcelona: Marta Andrade, esportista catalana de patinatge artístic sobre gel, vuit cops campiona d'Espanya.[9]
- 1987 - Barcelona: Laia Vives i Clos, jugadora d'hoquei sobre patins catalana, que jugava en la posició de portera.[10]
- 1998 - Palma, Mallorca: Patricia Guijarro, futbolista balear, que juga al FC Barcelona.[11]

Resta del món
- 1792 - Comtat de Durham: Anne Isabella Byron, poeta, matemàtica i activista social antiesclavista, mare d'Ada Lovelace (m. 1860).[12]
- 1816 - Metz (França): Théodore-Joseph Boudet de Puymaigre, folklorista i historiador de la literatura francès (m. 1901).[13]
- 1821 - Londres: Charlotte Sainton-Dolby, contralt, professora de cant i compositora anglesa (m. 1885).[14][15]
- 1858 - Staffordshire (Anglaterra): Mary Adela Blagg, astrònoma britànica; compilà el nomenclàtor lunar que adoptaria la UAI (m.1944).[16]
- 1862 - París: René Brancour, compositor i escriptor francès.
- 1863 - Stuttgart: Elisabeth Leisinger, cantant d'òpera alemanya.[17]
- 1866 - Honfleur, França: Erik Satie, compositor francès (m. 1925).[18]
- 1867 - París: Georgette Agutte, pintora fauvista, escultora i col·leccionista d'art francesa (m. 1922).[19]
- 1873 - Abingdon-on-Thames: Dorothy Richardson, novel·lista i periodista britànica (m. 1957).[20]
- 1889 - Hoboken (Nova Jersey): Dorothy Gibson, actriu de pel·lícules mudes americanes (m. 1946).[21]
- 1890 - Jersey City: Philip James, organista, compositor i director d'orquestra estatunidenc.
- 1891 - Auxillacː Céleste Albaret, ajudant personal, minyona, amiga i confident de Marcel Proust (m. 1984).[22]
- 1897 - Oslo, Noruega: Odd Hassel, físic i químic noruec, Premi Nobel de Química de l'any 1969 (m. 1981).[23]
- 1899 - 
  - Madrid: Carmen de Icaza, novel·lista espanyola del 1935 al 1960 (m. 1979).[24]
  - Ermont, Françaː Anita Conti, oceanògrafa i fotògrafa francesa (m. 1997).[25]
- 1906 - Zagreb: Zinka Milanov, soprano croata (m. 1989).[26]
- 1910 - Londres: Enriqueta Harris, escriptora i historiadora de l'art anglesa, nacionalitzada espanyola (m. 2006).[27]
- 1911 - 
  - Boyle: Maureen O’Sullivan, actriu nord-americana d'origen irlandès (m. 1998).[28]
  - Almenar de Soria: Elvira Gascón, pintora i professora de l'exili republicà espanyol (m. 2000).[29]
- 1915 - Kinkempois, Angleur, Lieja: Berthe di Vito-Delvaux, compositora belga (m. 2005).[30]
- 1918 - Västra Karup, Suècia: Birgit Nilsson, soprano sueca que va conrear tant l'òpera com la música de concert (m. 2005).[31]
- 1928 - Santiago de Cuba, Cuba: Marta Rojas, periodista i escriptora (m. 2021).[32]
- 1936 - Dodge City (Kansas), Estats Units: Dennis Hopper, actor, director, poeta, pintor i fotògraf estatunidenc.
- 1940 - Linz, Àustria: Valie Export, artista austríaca compromesa; realitza alhora performances, vídeos i fotografies conceptuals.[33]
- 1955 - Fort Worth, Texas: William "Bill" Paxton fou un actor, director i productor estatunidenc.
- 1959 - Selargius, a prop de Càller: Elena Ledda, cantant i música sarda.[34]
- 1970 - Alep (Síria): Fadwa Suleiman fou una actriu siriana d'ascendència alauita (m. 2017).[35]
- 1982 - Mitrovica: Vjosa Osmani, jurista i política kosovar, 5a presidenta de la República de Kosovo.[36]

## Necrològiques
Països Catalans
- 1626 - Barcelona: Joan Pau Pujol, músic mataroní (n. 1570).
- 1990 - Barcelona: Antoni Puigvert i Gorro, uròleg colomenc (n. 1905).
- 1992 - Sarajevo (República Socialista de Bòsnia-Hercegovina): Jordi Pujol Puente, fotoreporter català (n. 1967).
- 2002 - Barcelona: Ladislau Kubala Stecz, futbolista i entrenador de futbol d'origen eslovacohongarès, considerat un dels millors jugadors de la història (n. 1927).[37]
- 2015 - Barcelona: Montserrat Casals i Couturier, historiadora sabadellenca (n. 1952).[38]
- 2022 - Barcelona: Rodri, futbolista català (n. 1934).
- 2024 - Palmaː Maruja Alfaro i Brenchat, actriu catalana (n. 1930).[39]

Resta del món
- 1510 - Florència, Itàlia: Sandro Botticelli, pintor del Renaixement Italià (n. 1445).
- 1829 - Madrid: Maria Josepa Amàlia de Saxònia, reina consort (n. 1803).
- 1929 - Vienaː Lilli Lehmann, soprano i professora de veu alemanya (n. 1848).[40]
- 1944 - Ravensbrück, Alemanya: Milena Jesenská, periodista, escriptora i traductora txeca (n. 1896).[41]
- 1987 - Danderyd, Suècia: Gunnar Myrdal, economista suec, Premi Nobel d'Economia de l'any 1974 (n. 1898).[42]
- 1989 - Zúric: Lucia Moholy, fotògrafa d'origen austrohongarès, que documentà l'arquitectura i els productes de la Bauhaus (n. 1894).[43]
- 2004 - East London, Sud-àfrìca: Marjorie Courtenay-Latimer, naturalista i conservadora de museu, descobridora del celacant (n.1907).[44]
- 2009 - Montevideo, Uruguai: Mario Benedetti, escriptor uruguaià (n. 1920).[45]
- 2010 - Saint-Denis: Yvonne Loriod, pianista francesa (n. 1924).[46]
- 2012 - Key West, Florida: Donna Summer, cantant estatunidenca (n. 1948).[47]
- 2013 - Marcos Paz, Argentina: Jorge Rafael Videla, militar i president de facto de l'Argentina durant l'última dictadura militar, l'autoanomenat Procés de Reorganització Nacional (n. 1925).[48]
- 2014 - San Diego, Califòrnia: Gerald Edelman, biòleg novaiorquès Premi Nobel de Medicina o Fisiologia el 1972 (n. 1929).

## Festes i commemoracions
- Santoral: sant Pasqual Bailón, franciscà; Església Ortodoxa: sant Andrònic de Panònia, un dels Setanta deixebles.

- Dia Mundial de la Societat de la Informació
- Dia Mundial Contra l'Homofòbia, la Bifòbia i la Transfòbia[49]
- Dia de les Lletres Gallegues